# Ґенсики
Ґенсики (пол. Gęsiki, нім. Meisterfelde) — село в Польщі, у гміні Барцяни Кентшинського повіту Вармінсько-Мазурського воєводства.
Населення — 114 осіб (2011).
У 1975-1998 роках село належало до Ольштинського воєводства.

## Демографія
Демографічна структура станом на 31 березня 2011 року:
|          | Загалом | Допрацездатний вік | Працездатний вік | Постпрацездатний вік |
| -------- | ------- | ------------------ | ---------------- | -------------------- |
| Чоловіки | 51      | 8                  | 37               | 6                    |
| Жінки    | 63      | 11                 | 39               | 13                   |
| Разом    | 114     | 19                 | 76               | 19                   |